# Tabanus argenteus
Tabanus argenteus är en tvåvingeart som beskrevs av Surcouf 1907. Tabanus argenteus ingår i släktet Tabanus och familjen bromsar. Inga underarter finns listade i Catalogue of Life.